# Изгубени (сезон 3)
Третият сезон на американския драматичен сериал „Изгубени“ започва да се излъчва в САЩ и Канада на 4 октомври 2006 и приключва на 23 май 2007. Третият сезон продължава историята на група от над 40 души, които са се озовали на отдалечен остров в южната част на Тихия океан, след като техният самолет се разбива 68 дни преди началото на сезона. Действието по време на сезона се развива от 28 ноември до 21 декември 2004. Продуцентите казват, че първият сезон е представил образите на оцелелите, вторият е главно за Бункера, а третият сезон се отнася главно за Другите – група от мистериозни обитатели на острова.
В отговор на оплакванията на фенове за графика на предишните сезони, ABC решава да излъчва епизодите без повторения, макар и разделени на два отделни блока. В САЩ първият блок се състои от шест епизода, излъчвани всяка сряда от 21:00 ч. След дванадесетседмична почивка сезонът продължава с останалите 16 епизода в 22:00 ч. Освен това са излъчени и три обобщителни епизода. Lost: A Tale of Survival е излъчен една седмица преди премиерата на сезона, Lost Survivor Guide преди втората му част и Lost: The Answers – преди финала на сезона. Buena Vista Home Entertainment издава сезона под името Lost: The Complete Third Season – The Unexplored Experience на 11 декември 2007 в Регион 1. Освен на DVD в седем диска, сезонът е достъпен и на шест Blu-ray Disc диска.

## Екип
Сезонът е продуциран от Touchstone Television (сега ABC Studios), Bad Robot Productions и Grass Skirt Productions. Излъчен е по American Broadcasting Company в САЩ. Изпълнителните продуценти на третия сезон са Джей Джей Ейбрамс, Деймън Линдълоф, Брайън Бърк, Джак Бендър, Джеф Пинкър и Карлтън Кюз. Сценаристи са Линделоф, Кюс, Пинкър, ко-изпълнителните продуценти Едуард Китсис и Адам Хороуиц, Дрю Годард, Елизабет Сарноф, Кристина Ким и Брайън Воуган. Режисьори са Бендър, Стивън Уилямс, Пол Едуардс и Ерик Лейнувил. Линдълоф и Кюз са шоурънъри.

## Актьорски състав
Сезонът включва шестнадесет главни роли, правейки го вторият най-голям актьорски състав за телевизионния сезон през 2006 – 2007 след сериала на ABC „Отчаяни съпруги“. Героите са обобщени накратко и подредени по броя на появи в третия сезон.
Еванджелин Лили играе бегълката Кейт Остин, която не е сигурна дали обича повече Джак или Сойър. Матю Фокс играе доктор Джак Шепърд, лидерът на оцелелите. Джош Холоуей играе измамникът Джеймс „Сойър“ Форд. Елизабет Мичъл се присъединява към актьорския състав като Джулиет Бърк, една от Другите, която се опитва да избяга от острова. Хенри Йън Кюзик е включен в основния актьорски състав, в ролята на Дезмънд Хюм, мъж със свръхестествени способности, който има „проблясъци“ в бъдещето, и предвижда смъртта на героя на Доминик Монаган – Чарли Пейс. Навийн Андрюс е в ролята на Саид Джара, бивш войник от иракската републиканска гвардия. Гостуващата звезда от втория сезон Майкъл Емерсън е повишен в редовния актьорски състав в ролята на Бен „Хенри Гейл“ Лайнъс, висшестояща манипулативна личност в групата на Другите. Хорхе Гарсия продължава да изпълнява ролята на Хърли Рейес. Даниъл Дей Ким играе неговорещия английски Джин Куон, синът на рибар, а Юнджин Ким е англоговорещата бременна съпруга на Джин Сън. Тери О'Куин играе Джон Лок, отчужден оцелял, който има дълбока връзка с острова. Емили дьо Равин е в ролята на самотната майка Клеър Литълтън. Родриго Санторо и Кийли Санчез също се включват като невижданите дотогава оцелели Ники и Пауло. Адеуале Акинуйе-Агбайе се завръща като Г-н Еко.
Третият сезон включва и редица второстепенни герои, чиито роли се изпълняват от гостуващи звезди. Ем Си Гейни е в ролята на „Другия“ Том. Таня Реймънд играе Алекс, докато Мира Фърлан е в ролята на нейната майка Даниел Русо, която среща Алекс за първи път, откакто е родена.
Андрю Дивоф е в ролята на Михаил Бакунин – мъж с превръзка на окото, един от Другите и Нестор Карбонел в ролята на неостаряващия „Друг“ Ричард Алпърт. Марша Томасън играе Наоми Дорит, която парашутира на острова. Блейк Башоф играе приятеля на Алекс – Карл. Майкъл Боуен е в ролята на отмъстителния „Друг“ Пикет и Уилям Мейпотър е в ролята на Итън Ром. Соня Уолгър играе приятелката на Дезмънд извън острова Пени Уидмор. Ел Скот Колдуел и Сам Андерсън за кратко се завръщат като съпрузите от Полет 815 Роуз Хендерсън и Бърнард Недлър.
Като специални гостуващи звезди се завръщат актьори и актриси, които в предишни сезони са били сред основните персонажи, но поради тяхната смърт или напускане на острова, се появяват рядко. Актьорът от първия сезон Йън Сомърхолдър се завръща в халюцинация и спомен в миналото като Буун Карлайл, както и неговата доведена сестра Шанън Ръдърфорд, в ролята на Маги Грейс. Малкълм Дейвид Кели се завръща за една сцена като десетгодишния Уолд Лойд.

## Оценка на критиците
Първият блок от епизоди е критикуван за поставяне на твърде много мистерии без да дава достатъчно отговори. Оплаквания има и заради ограниченото екранно време за много от централните персонажи по време на първия блок. Лок, в ролята на Тери О'Куин, който е втори с най-много участия в епизодите, се появява в само 14 от 23 епизода в трети сезон – само два повече от гостуващата звезда Ем Си Гейни в ролята на Том. Реакцията за двамата нови герои – Ники и Пауло, е като цяло негативна. Линделоф дори признава, че двойката е „презирана“ от феновете.
Решението сезонът да се раздели на две части и часът на излъчване в Америка след прекъсването също са критикувани. Кюс потвърждава, че „никой не е доволен от шестепизодовата част на сезона.“ Вторият блок от епизоди е приет позитивно, заради това, че екипът се справя с проблемите от първия. Още отговори са включени а Ники и Пауло са убити. Обявено е също, че сериалът ще свърши след още три сезона, което Кюс се надява, че ще убеди публиката, че сценаристите са били наясно с развитието на историята.